# Herrenhaus Grabau

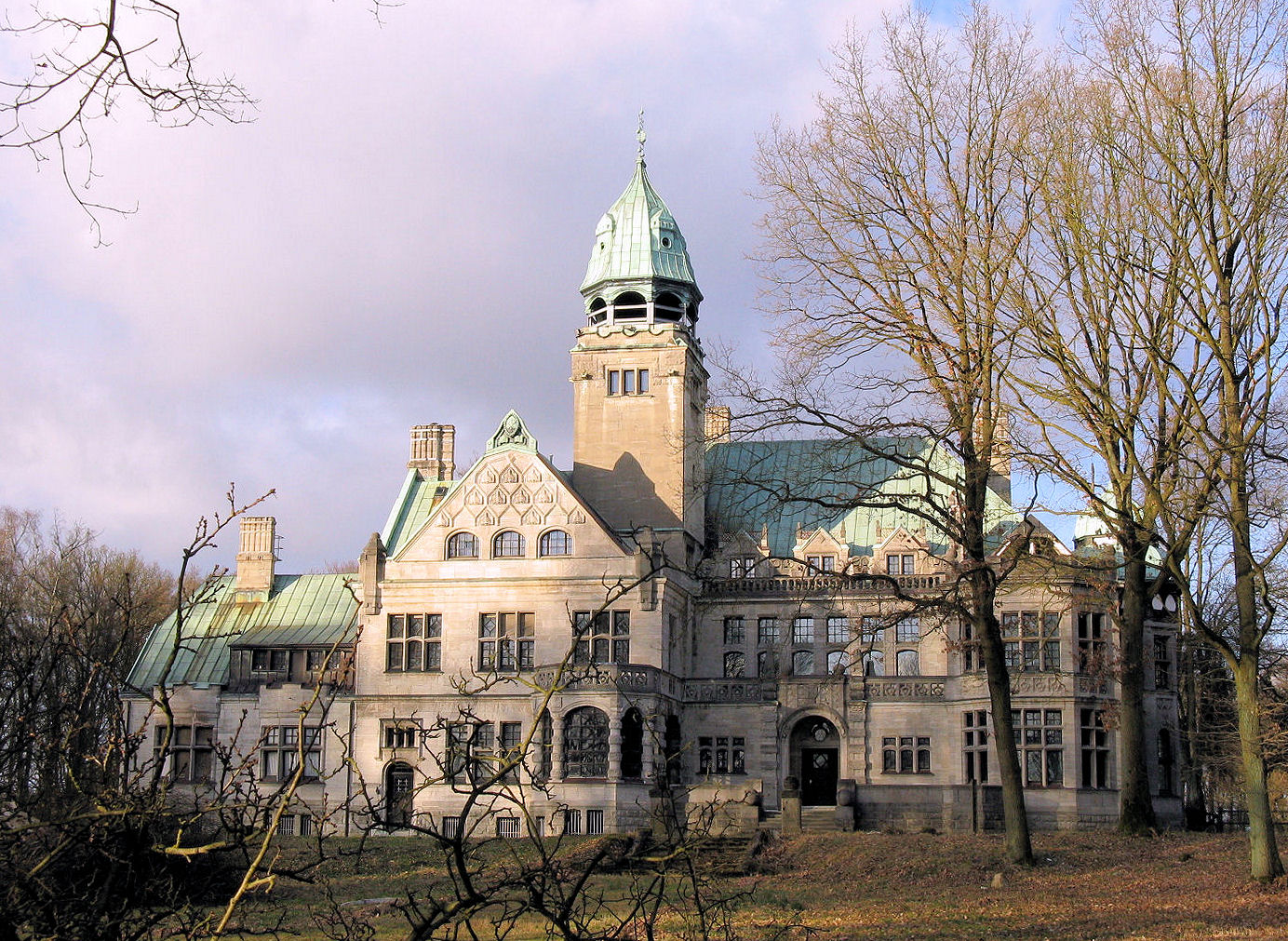
Das Grabauer Herrenhaus

Das Herrenhaus Grabau in Grabau in Schleswig-Holstein war das Wohngebäude des gleichnamigen Guts. Grabau wurde erst 1806 zu einem eigenständigen adligen Gut und im 20. Jahrhundert aufgesiedelt und verkauft. Das Herrenhaus wurde 1908 fertiggestellt. Der eklektizistische Bau vereint in sich verschiedene europäische Stilformen aus fünf Jahrhunderten.

## Geschichte

### Geschichtlicher Überblick
Der spätere Gutsbesitz Grabau ging aus einem Dorf der Wenden hervor. Im Mittelalter gehörten die Ländereien der ritterlichen Familie Hummersbüttel, im Zuge einer Vermählung und eines damit einhergehenden Erbgangs gerieten sie in den Besitz der uradeligen Familie Buchwaldt. Das Gut Grabau wurde im 16. Jahrhundert begründet. Es war ursprünglich ein Meierhof des Guts Borstel und blieb bis zum Ende des 18. Jahrhunderts im Besitz der Buchwaldts und durch Heirat der Familie von Bernstorff.
Ab der Wende zum 19. Jahrhundert wechselten die Besitzer mehrfach. 1804 wurde Grabau aus Borstel herausgelöst und 1806 unter Joachim Christoph Janisch (zuvor Stadthauptmann und Ratsherr der Stadt Dömitz) zum eigenständigen adligen Gut erklärt. Auf Janisch folgten wiederum wechselnde Besitzer. Von 1861 bis 1905 gehörte das Gut dann für einen längeren Zeitraum der Familie Wehber. Zu Beginn des 20. Jahrhunderts erfolgte ein erneuter Verkauf, dieses Mal ging das Gut an den Kaufmann Gustav Lahusen. Unter dem neuen Besitzer wurde das heutige Herrenhaus errichtet und der Gutsbetrieb auf Milchviehwirtschaft umgestellt. Im Jahr 1931 ging das Gut für kurze Zeit an den Fabrikanten Friedrich Bölck, der es 1936 der Wehrmacht verkaufte. Das Herrenhaus wurde dem Oberkommando übergeben, die Gutswirtschaft diente nun der Versorgung von Armeepferden. Während des Zweiten Weltkriegs wurden sowjetische Kriegsgefangene auf Gut Grabau eingesetzt, das zum Ende des Krieges Flüchtlinge aus Ostpreußen aufnahm.
Nach dem Zweiten Weltkrieg wurde das Gut Grabau in verschiedenen Schritten aufgesiedelt. Das Gut wurde 1967 an die Familie von Kameke verkauft, unter der der Gutsbetrieb zu einem Pferdegestüt umgestaltet wurde, dessen Besitzer später wechselten. Zum eigentlichen Gut gehört heute nur noch ein bescheidenes Herrenhaus aus dem 19. Jahrhundert.

### Grabauer Gutsherren
Die Gutsherren des Gutes Grabau waren:
- 1801–1803: Joachim Christoph Janisch zu Dömitz, Mecklenburg (* ca. 1747; † ca. 1808)
- 1803–1804: Simon Demetrius Graf de Wuits, bürgerlicher Hochstapler (* ca. 1768 in Polen?; † vermutlich in Kasteel Lachenen bei Lier)
- 1804–1807: Joachim Christoph Janisch zu Dömitz, Mecklenburg (* ca. 1747; † ca. 1808)
- 1807–1811: Johann (Jan) Jacob van Herzeele (* 2. November 1776 Amsterdam; † 16. Februar 1817 Jessenitz Ksp. Lübtheen, Mecklenburg)
- 1811–1821: Elisabeth Marie Anne von Moltke geb. Gräfin von Bassewitz auf Rummin und Tessern (* 16. April 1760; † 13. April 1838 Neustrelitz)
- 1821–1846: Georg Wilhelm Schröder (* 12. März 1794; † 27. November 1862/230 Hamburg Ksp. St. Nicolai) (zuvor schon Gutspächter seit 1815)
- 1846–1861: Alexander Arnemann (* 3. Oktober 1805 Altona-Ottensen; † 6. Dezember 1861 Meran)
- 1861–1880: Georg Heinrich Wehber (* 27. Mai 1800 Stade; † 1880 Hamburg), in Weingroßhandlung G. H. Wehber & Co, Hamburg
- 1880–1905: Theodor Friedrich Wehber († 1905)
- 1905–1919: Gustav Lahusen (* 23. November 1854 Bremen; † 6. April 1939 Bremen; begraben in Grabau)
- 1919–1922: Franz Horn (* 1868 Schleswig; † 1930 Innsbruck)
- 1922–1931: Gustav Lahusen
- 1931–1936: Friedrich Bölck (* 16. Juli 1877 in Oldenburg; getauft 5. August 1877 in Lensahn; † 27. September 1940 Autounfall beim Süseler Moor; begraben in Hamburg-Ohlsdorf)
- seit 1. Juli 1936: Deutsches Reich (Remonteamt)
- nach dem Zweiten Weltkrieg: Aufsiedelung an diverse Siedler

Restgut mit 100 Hektar:
- 1965–1985: Dobimar von Kameke-Streckenthin (* 20. April 1910; † 9. August 1985)
- 1985–1995: Gabriele von Kameke-Streckenthin geb. Gräfin von der Groeben (* 8. Juli 1925 Berkenbrück, Spree; † 11. Januar 1995)
- 1995–2010: Dr. Kartz von Kameke (* 21. Dezember 1943 Köslin)
- seit 2010: Fernando Chacon (* ca. 1948)

## Baulichkeiten

### Das erste Grabauer Herrenhaus
Grabau verfügte als einstiger Meierhof des Guts Borstel lediglich über ein bescheidenes Wohngebäude. Janisch hat im Jahr 1804 das als „Weißes Haus“ bezeichnete Herrenhaus errichtet, das von Friedrich Adolph Hornemann in einem Stahlstich gezeichnet worden ist.

### Das zweite Grabauer Herrenhaus
Nach dem Kauf des Guts durch Gustav Lahusen wurde das heutige, repräsentative Herrenhaus von 1906 bis 1908 durch den Berliner Architekten Hermann Werle (* 27. August 1869 in Heidelberg) errichtet. Es steht abseits des ursprünglichen Wirtschaftshofs in einer nach englischen Vorbildern gestalteten Parkanlage und bildet mit seinem Stilkonglomerat eine Ausnahmeerscheinung in der Architektur Schleswig-Holsteins. Das Gebäude vereint in sich Formen der Gotik, des Tudor- und des Jugendstils. Die Vorbilder für das Herrenhaus sind in englischen und schottischen Landsitzen zu suchen, aufgrund seiner pittoresken Gestalt wird das Gebäude von der Bevölkerung auch oft als Spukschloss bezeichnet.
Das Gebäude ist komplett aus Muschelkalk errichtet, ein Baustoff, der in Schleswig-Holstein nicht vorkommt und aus Süddeutschland importiert wurde. Die einzelnen Bauteile wurden bereits vor Ort behauen und durchnummeriert und mussten in Grabau nur noch zusammengefügt werden. Das Herrenhaus wird aus verschiedenen einzelnen Baukörpern gebildet und besitzt einen asymmetrischen Grundriss. Das kupfergedeckte Dach war einst mit mehreren Dachreitern verziert. Das Dach wurde nach Ausbruch des Ersten Weltkrieges bereits wieder entfernt und das Kupfer Kriegszwecken zugeführt, die Dachreiter demontiert. Das Herrenhaus erhielt ein vereinfachtes Ziegeldach, das in den 1920er Jahren wiederum gegen ein neues, aber nun vereinfachtes Kupferdach ausgetauscht wurde.
Den Mittelpunkt des Gebäudes bildet eine zweigeschossige Halle, die ringsum von verschiedenen Wohntrakten flankiert wird. Die Innenausstattung mit aufwändigen Vertäfelungen, Mosaiken und Stuckierungen gilt als äußert prachtvoll. Die feste Dekoration der Räume ist bis in die Gegenwart weitgehend erhalten, die Möblierung wurde jedoch bereits in der Zeit unter dem Besitz der Wehrmacht fortgegeben.
Das große Herrenhaus nahm von 1951 bis 1966 ein Landjugendheim auf. In dieser Zeit erfolgten vereinfachende Umbauten. Es wurde im Jahr 1985 an einen privaten Investor verkauft. Im Herrenhaus wurden Wohnungen eingerichtet und vermietet; nach dem Tod des Besitzers wurde es 1997 zwangsversteigert. Der neue Käufer plante die Einrichtung eines gastronomischen Betriebs, die Pläne wurden jedoch nicht umgesetzt. Das Gebäude steht gegenwärtig (2013) größtenteils leer; über eine künftige Nutzung gibt es keine verbindlichen Aussagen. Das Haus ist nicht öffentlich zugänglich und nur begrenzt von öffentlichen Wegen einzusehen. Es zeigt sich bereits ein deutlicher Verfall im inneren und äußeren Bereich des Gebäudes. Es wird jedoch noch im linken Trakt bewohnt.

### Das zweite Grabauer Herrenhaus als Drehort
Das Herrenhaus war wiederholter Drehort verschiedener Film- und Fernsehproduktionen. Es diente unter anderem als Kulisse für den Fernsehfilm Gonger – Das Böse vergisst nie, die Fortsetzung Gonger 2 – Das Böse kehrt zurück sowie für die Spielfilme Up! Up! To the Sky mit Katja Riemann und Das Herz ist ein dunkler Wald von Nicolette Krebitz.
Der Regisseur Andreas Schnaas drehte auf Grabau Teile seines Low-Budget-Horrorfilms Don’t Wake the Dead. Im September 2013 war das Herrenhaus in einer deutsch-dänischen Co-Produktion Drehort für den Jussi-Adler-Olsen-Krimi Schändung und diente hierbei als dänisches Internat.
Das Herrenhaus diente 2014 als Kulisse für die Episode Der Fluch der NDR-Serie Der Tatortreiniger.

### Die Kapelle
Nach dem frühen Tod der Tochter Gustav Lahusens wurde 1923 im Park des Herrenhauses eine von dem Berliner Architekten Hermann Werle entworfene Grabkapelle für sie errichtet. Der neogotische Bau lehnt sich stilistisch an die Architektur des Herrenhauses an und ist mit einer Madonnenstatue des ostpreußischen Bildhauers Stanislaus Cauer geschmückt. Da sich die Kapelle in einem baulich schlechten Zustand befindet, wurde von der Kirchengemeinde Sülfeld ein Förderverein gegründet, der sich der Sanierung des Gebäudes verschrieben hat.